# Saldus
Saldus (németül: Frauenburg) város Lettországban, a litván határ közelében.

## Fekvése
Saldus Lettország délnyugati részén, Kurzeme régió központjában, a Ciecere folyó partján helyezkedik el.

## Története
A települést első alkalommal Saldene néven az 1253-ban kelt Kur-szerződés említi, mely megerősíti a Kardtestvérek rendjének birtokjogát a Saldene-vidék – mint a Szamogitia és Szemigallia közti határterület – felett.
A német Frauenburg (magyarul: Miasszonyunk vára) elnevezése 1341-ből származik, ekkor épült fel a Kardtestvérek vára. Ebben a várkastélyban volt 1625-ben I. Frigyes, majd 1664–1682 között Jakab kurföldi hercegek székhelye. 1701-ben a nagy északi háború idején XII. Károly svéd király ezt a várkastélyt nevezte ki székvárosának. Az északi háborút követően az orosz seregek rombolták le a várat.
Annak ellenére, hogy a település a környék gazdasági és társadalmi életének jelentős központja volt, csak 1917-ben kapott városi rangot, majd a szovjet időszakban, 1950-ben lett járási központ. A 2009-es közigazgatási reformig Lettország Saldus járásához tartozott.

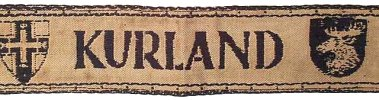
A Kurlandi-karszalag

A második világháború idején, 1944 végétől 1945. május 8-ig, Németország teljes kapitulációjáig Saldus városától délre súlyos harcok folytak a Wehrmacht és a Vörös Hadsereg között. A kurlandi katlanban bekerített német katonákat az úgynevezett kurlandi karszalaggal tüntették ki. A kapituláció során közel 200 000 német katona, köztük 43 tábornok került szovjet fogságba. A fogság elől menekülők alkották az Erdei testvériség bázisát. Ez a szervezett egészen 1953-ig folytatott fegyveres harcot a szovjet hatalom ellen.
A településen több templom is állt története során. Az első fatemplomot még 1461-ben építették, majd 1530-ban készült el a következő, szintén fából készült templom, melyet 1567-ben újítottak fel. Később, 1614–1615-ben kőből készült templom épült. 1737-ben készült el a jelenlegi Szent János-templom helyén állt templom, majd 1900-ban a Szent János templom.
A városban 1946-tól zeneiskola, 1984-től művészeti iskola (Saldusi Művészeti Iskola) működik.

## Látnivalók

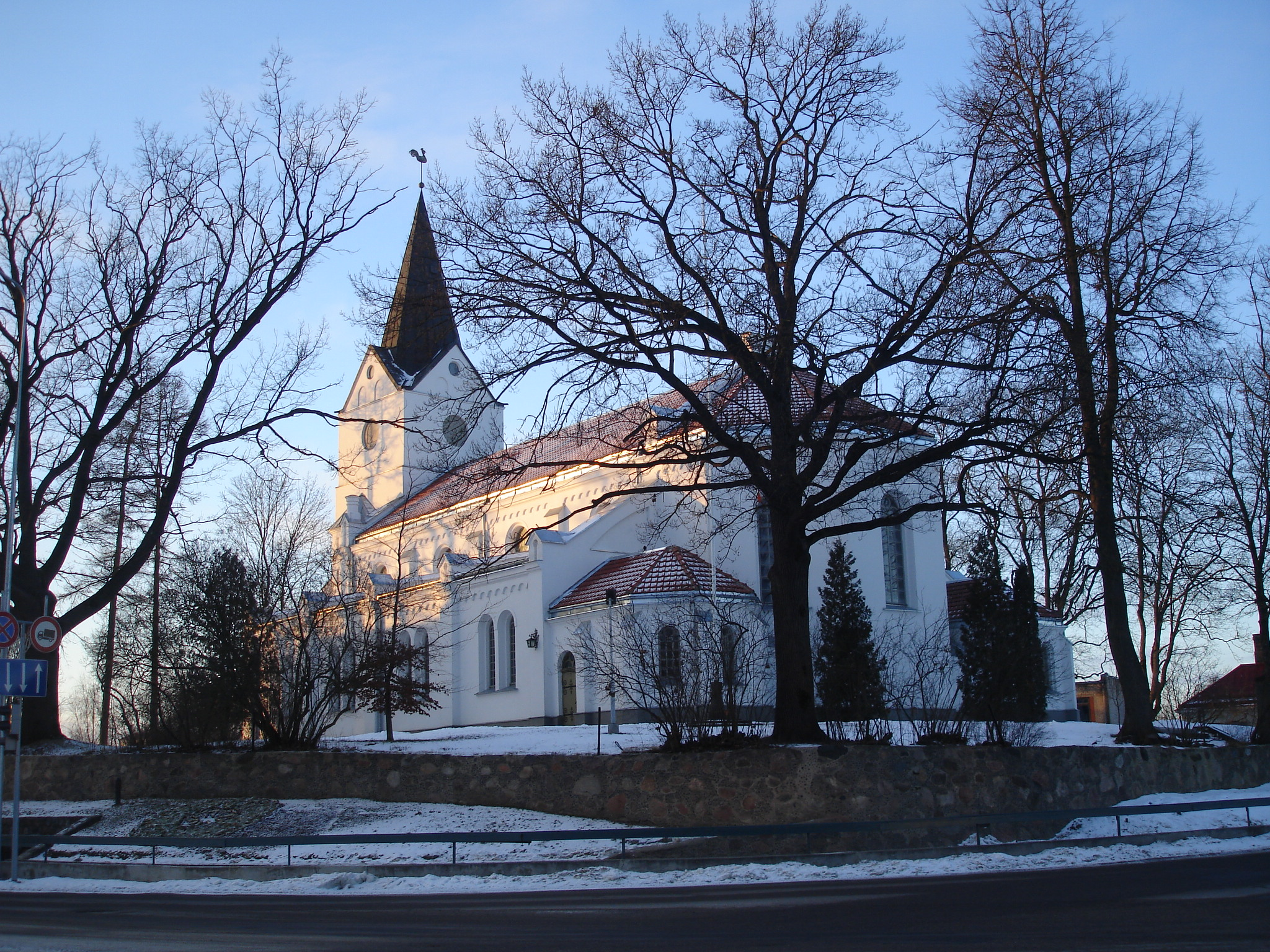
A saldusi Szent János evangélikus templom

A város egyik legrégebbi épülete az 1900. augusztus 27-én felszentelt evangélikus Szent János-templom. A helyén állt korábbi templomot 1898-ban lebontották. Az új templomot Wilhelm Neumann építész tervezte meg és 1898–1899 között építették fel, 19 700 rubelért. A templomot Szent János tiszteletére nevezték el. 1938-ban 15 ezer latért felújították, a munkálatokat, melyek során a belső berendezéseket is átalakították, Ansis Berziņš irányította.
A második világháború során, 1944-ben a visszavonuló német hadsereg lőtte a templom tornyát, mely megrongálódott. 1945–1946-ban ideiglenes, fából készített tornyot építettek. 1981. június 13-án megkezdték ennek a lebontását, majd tíz nappal később az új templomtorony építését, melyet Edgars Saldus Krūmiņš építész tervezett. A felújított templomot 1982. augusztus 1-jén szentelték fel. 1995-ben a templomba fűtött padlót építettek. A munkálatok során régi sírokat is feltártak. A templom homlokzatát utoljára 2006-ban renoválták.

## Híres személyek
Saldusban született:
- Johann von Besser (1654–1729), német író.
- Ursula Donath (1931. július 30.), olimpiai bronzérmes kelet-német atlétanő.
- Janis Rozentāls (1866–1916), lett festő.
- Māris Čaklais (1940–2003), lett költő, kulturális miniszter.

## Saldus testvérvárosai
- Paide, Észtország
- Mažeikiai, Litvánia
- Liederbach am Taunus, Németország
- Lidingö, Svédország
- Stargard Szczeciński, Lengyelország
- Szergijev Poszad, Oroszország
- Villebon-sur-Yvette, Franciaország
- Sankt Andrä, Ausztria